# Ajoka Theatre
Ajoka Theatre ('Ajoka' betekent: vandaag) is een Pakistaanse theatergroep die werd opgericht door Madeeha Gauhar en Salman Shahid in 1983. Ajoka voert maatschappijkritisch werk op in met name publieke ruimtes en op straat, in verschillende landen in de regio. Verder produceert ze voor tv en op video. In 2006 werd oprichtster Gauhar voor haar deel in Ajoka bekroond met een Prins Claus Prijs.

## Achtergrond
Ajoka werd opgericht in 1983, op het hoogtepunt van de spanningen tijdens de noodtoestand onder het bewind van generaal Mohammed Zia-ul-Haq.
Sindsdien richt de theatergroep zich op de opvoeringen van populair maatschappijkritisch theater in de open lucht en als straattheater, maar ook via productie voor tv en op video. Ajoka treedt niet alleen op in Pakistan, maar ook in de omliggende landen India, Bangladesh, Nepal en Sri Lanka.
De stijl van Ajoka is te kenmerken als een verlengde van de traditie van mondelinge overlevering van Bhand en Nautanki dat in volle bloei kwam in het gebied dat tegenwoordig overlapt met de provincie Punjab. Ondanks de westerse invloeden, onder meer dankzij de theateropleiding van Gauhar aan de universiteit van Londen, worden er aan het theater authentieke Pakistaanse elementen toegevoegd, in combinatie met actueel sentiment.
Het belangrijk nevendoel van de theateropvoeringen is het bevorderen van een rechtvaardige, menselijke, seculiere en op gelijkheid gebaseerde samenleving. Terugkerend zijn bijvoorbeeld de rechten van de vrouw in een in grote mate door islamitische mannen gedomineerde wereld.
In 2007 voerde Ajoka het toneelstuk Burqavaganza (Boerka-vaganza) op dat voor grote controverse zorgde. Het stuk was een naar westerse maatschaven onschuldige vertoning over de hypocrisie en huichelachtigheid van een samenleving die waad in corruptie. In het stuk brengen acteurs verkleed met boerka's thema's over het voetlicht als seksediscriminatie, intolerantie en fanatisme. Parlementsleden riepen op tot verbod van het stuk en de minister van cultuur dreigde met sancties als het stuk nog langer vertoond zou worden. Ondanks het verbod, werd het stuk juist opgepakt door ngo's en vrouwenrechtenactivisten. Als blijk van steunbetuiging werd het stuk vertaald in het Engels en internationaal opgevoerd.